# Jan de Boer
Jan de Boer (ur. 29 sierpnia 1898 w Amsterdamie, zm. 1 lipca 1988 tamże) – piłkarz holenderski grający na pozycji bramkarza. W swojej karierze rozegrał 5 meczów w reprezentacji Holandii.

## Kariera klubowa
Całą swoją karierę piłkarską de Boer spędził w klubie AFC Ajax. Grał w nim od 1920 do 1933 roku. W sezonach 1930/1931 i 1931/1932 wywalczył z Ajaksem dwa tytuły mistrza Holandii.

## Kariera reprezentacyjna
W reprezentacji Holandii de Boer zadebiutował 29 kwietnia 1923 roku w zremisowanym 1:1 meczu Rotterdamsch Nieuwsblad Beker z Belgią, rozegranym w Rotterdamie. W 1924 roku był w kadrze Holandii na igrzyska olimpijskie w Paryżu, a w 1928 roku – na igrzyska olimpijskie w Amsterdamie. Na obu był rezerwowym bramkarzem. Od 1923 do 1924 roku rozegrał w kadrze narodowej 5 meczów.